# Periphyllus acerihabitans
Periphyllus acerihabitans är en insektsart. Periphyllus acerihabitans ingår i släktet Periphyllus och familjen långrörsbladlöss. Inga underarter finns listade i Catalogue of Life.